# Philippe Jaroussky
Philippe Jaroussky (Maisons-Laffitte, Yvelines, 13 de febrero de 1978) es un contratenor francés.

## Trayectoria
Estudió violín, piano, armonía y contrapunto en el conservatorio de Versalles. En 1996, comenzó sus estudios de canto con Nicole Fallien y los continuó en el Departamento de Música Antigua del Conservatorio de París con Michel Laplenie, Kenneth Weiss y Sophie Boulin. Recibió su diploma como violinista de la Facultad de Música Antigua del Conservatorio de París. 
Actuó por primera vez en 1999 en el Festival de Royaumont. En este mismo año, intervino en el oratorio de Alessandro Scarlatti Sedecia en los festivales de Royaumont y Ambronay con Il Seminario Musicale y Gérard Lesne (CD en Virgin Classics). Con la Grande Ecurie et la chambre du Roy, dirigida por Jean-Claude Malgoire, participó en la trilogía de Monteverdi (Orfeo, Il Ritorno di Ulisse y L'Incoronazione di Poppea) y en 2001 cantó el papel de Arbace en Catone in Utica de Antonio Vivaldi, así como el Nisi Dominus del compositor veneciano y el Stabat Mater de Giovanni Battista Pergolesi. En 2003 apareció como Nero en el Théâtre des Champs Elysées' en Agrippina Georg Frideric Handel. 
Colabora frecuentemente con Jean Tubéry y el conjunto La Fenice para los que ha grabado La Morte Delusa de Giovanni Battista Bassani y un Concert chez Mazarin (Virgin Classics). Para el conjunto Matheus, dirigido por Jean-Christophe Spinosi, ha grabado La verità in cimento (Opus 111) así como el papel de Ruggiero en el Orlando Furioso en una actuación en el Théâtre des Champs Elysées para el sello Naïve. Con Gabriel Garrido y el Ensemble Elyma ha grabado la L'incoronazione di Poppea y la Selva Morale e Spirituale de Monteverdi. 
Se caracteriza por una técnica virtuosista de melisma para animar y obligar a la interpretación de cantatas barrocas y la ópera. Esto ha contribuido a su inusual repertorio de reactivación. Canta bien con violines de Vivaldi (y conjuntos). Recibió en 2007 el premio al mejor artista lírico francés. 
Actualmente, la presentación de una serie de recitales con su propio conjunto, Artaserse, ha interpretado a Telémaco en Ulisse con René Jacobs en la Staatsoper de Berlín y a Eustazio de Rinaldo en la Vlaamse Opera dirigido por Andreas Spering. 
Fue el primer considerado del disco para el sello Ambroisie con obras de Benedetto Ferrari. Ha recibido la aclamación de críticos, ganando el Diapason Découverte, Recommande de Repertorio, Timbre de Platine d'Ópera Internacional, Prix de l'Academie Charles Cros, el Gran Premio del Sindicato de la crítica, etc. Su primer disco, como exclusiva para Virgin Classics, se compone de cantatas para contralto y conjunto de Antonio Vivaldi. 
Según La Terrasse, «este joven cantante, con el tono de un ángel y el virtuosismo del diablo maldito, ha entrado en el centro de atención en solo unos pocos años como el nuevo gran talento vocal francés».

## Su voz
Jaroussky es un contratenor mezzosoprano, aunque inició su carrera como soprano en el oratorio Il Sedecia, re di Gerusalemme de Alessandro Scarlatti. 
Pese a ser considerado por muchos como un cantante de falsete, ha rechazado este término en numerosas entrevistas por su connotación de "falso" y "antinatural". Jaroussky afirma no usar el falsete, sino  la voz de cabeza del mismo modo en que lo hacen las voces femeninas, tratando de conservar el sonido natural de su voz y, además, dice pensar poco en los mecanismos vocales. Él se refiere a sí mismo simplemente como un mezzosoprano.
Ha mostrado alguna vez dificultad en los graves, aunque sus agudos son un auténtico «festival de colores y variedades».

## Discografía
- Alessandro Scarlatti: Sedecia, re di Gerusalemme. Lesne, Pochon, Harvey, Padmore. Il Seminario Musicale, Gérard Lesne. Virgin Veritas (rec. noviembre de 1999, École Sainte-Geneviève, Versalles, Francia)
- Claudio Monteverdi: L'incoronazione di Poppea. Laurens, Oliver, Schofrin, Oro. Ensemble Elyma, Gabriel Garrido. K617 (agosto de 2000, Chiesa San Martino, Erice, Italia)
- Pierre Menault: Vêpres pour le Père la Chaize. Greuillet, Janssens, Lombard, van Dyck. Ensemble La Fenice, Jean Tubéry. K617 (rec. abril de 2001, chiesa Saint-Lazare, Avallon, Francia)
- Giovanni Battista Bassani: La morte delusa. Galli, del Monaco, Piolino, Sarragosse. Ensemble La Fenice, Jean Tubéry. Opus 111 (rec. agosto de 2001, Delft, Nederland)
- Antonio Vivaldi: Catone in Utica. Edwards, Laszczkowski, Cangemi, Faraon. La Grande Écurie, Jean-Claude Malgoire. Dynamic (rec. noviembre de 2001, Théâtre Municipal, Tourcoing, France)
- Antonio Vivaldi: La Verità in cimento. Rolfe-Johnson, Stutzmann, Laurens, Mingardo. Ensemble Matheus, Jean-Christophe Spinosi. Naïve - Opus 111 (rec. septiembre de 2002, Église de Daoulas, Bretagne, France)
- Benedetto Ferrari: Musiche varie. Ensemble Artaserse. Ambroisie (rec. octubre/diciembre 2002, Chapelle Jésus-Enfant - Paroisse Ste. Clothilde, Parigi, France)
- Georg Friedrich Haendel: Agrippina. Gens, Perruche, Smith, Grégoire, di Falco. La Grande Écurie, Jean-Claude Malgoire. Dynamic (rec. marzo de 2003, Théâtre Municipal, Tourcoing, France)
- Un concert pour Mazarin. Ensemble La Fenice, Jean Tubéry. Virgin Classics, 2004 (rec. junio de 2003, Abbaye de Saint-Michel, Thiérache, France)
- Claudio Monteverdi: Selva morale e spirituale. Spiritualità e liturgia/I salmi vespertini/Vespro dei Martiri/L'eloquenza divina. Ensemble Elyma, Gabriel Garrido. Ambronay Édition (rec. 2003/2004, Festival de Ambronay, France)
- Antonio Vivaldi: Orlando furioso. Larmore, Lemieux, Cangemi. Ensemble Matheus, Jean-Christophe Spinosi. Naïve - Opus 111 (rec. junio de 2004, Église de Daoulas, Bretagne, France)
- Claudio Monteverdi: L'Orfeo. van Rensburg, Gerstenhaber, Thébault, Gerstenhaber, Gillot, Kaïque. La Grande Écurie, Jean-Claude Malgoire. Dynamic (rec. octubre de 2004, Théâtre Municipal, Tourcoing, France)
- Antonio Vivaldi: Virtuoso cantatas. Ensemble Artaserse. Virgin Veritas (rec. octubre de 2004, Chapelle des sœurs auxiliaires, Versailles, France)
- Antonio Vivaldi: Griselda. Lemieux, Cangemi, Kermes, Ferrari, Davies. Ensemble Matheus, Jean-Christophe Spinosi. Naïve - Opus 111 (rec. noviembre de 2005, Salle Surcouf, Foyer du Marin, Brest, France)
- Beata Vergine, Motets à la Vierge entre Rome et Venise, Ensemble Artaserse. Virgin Classics (rec. diciembre de 2005, Église Notre-Dame du Liban, Parigi, France)
- Vivaldi Heroes. Ensemble Matheus, Jean-Christophe Spinosi. Virgin Classics (rec. octubre de 2006, Auditorium de l'École Nationale de Musique, Brest, France)
- Carestini, the story of a castrato. Le Concert d'Astrée, Emmanuelle Haïm. Virgin Classics, 2007
- Johann Sebastian Bach: Magnificat - Georg Friedrich Haendel: Dixit Dominus. Dessay, Deshayes, Spence, Naouri. Le Concert d'Astrée, Emmanuelle Haïm. Virgin Classics, 2007
- Antonio Vivaldi: Nisi Dominus/Stabat Mater. Jaroussky, Lemieux. Ensemble Matheus, Jean-Christophe Spinosi. Naïve (rec. Juille 2007, Salle Surcouf, Brest (France))
- Antonio Vivaldi: La Fida Ninfa. Jaroussky, Lemieux, Piau, Cangemi, Mingardo, Lehtipuu, Regazzo, Senn. Ensemble Matheus, Jean-Christophe Spinosi. Naïve (rec. mayo de 2008, N.D. du Liban, Paris (France))
- Claudio Monteverdi: Teatro d'amore, L'Arpeggiata. Jaroussky, Rial, Auvity, van Elsacker, Fernandes. Virgin Classics (rec. agosto de 2007 à Vredenburg, Utrecht, enero/noviembre de 2007 y enero de 2008 à la chapelle Notre-Dame de Bon-Secours, Paris).
- Lamenti. Le Concert d'Astrée, Emmanuelle Haïm. Villazon, Dessay, Jaroussky, Gens, Purves, DiDonat, Lehtipuu, Ciofi, Naouri, Lemieux. Virgin Classics, 2008.
- Georg Friedrich Haendel: Faramondo, Cencic, Jaroussky, Karthäuser, de Liso, Sim, Sabata. Virgin Classics, 2009 (rec. Radio Svizzera di lingua italiana, Lugano, Auditorio Stelio Molo, 19-24 de octubre de 2008).
- Opium, mélodies françaises. Jaroussky, Ducros, Renaud Capuçon, Gautier Capuçon, Emmanuel Pahud. Virgin Classics, 2009 (rec. Chambre Syndicale Typographique Parisienne, salle Akustica, Paris, 7-13 de julio de 2008).
- Johann Christian Bach: La Dolce Fiamma : Forgotten castrato arias, Jaroussky, le Cercle de l'Harmonie, Jérémie Rhorer. Virgin Classics, 2009.
- Via Crucis. Avec Christina Pluhar & L'Arpeggiata, Barbara Furtuna. Virgin Classics, 2010.
- Antonio Caldara: Caldara in Vienna, Jaroussky, Concerto Köln, Emmanuelle Haïm. Virgin Classics, 2010
- Gabriel Fauré: Requiem, Jaroussky, Matthias Goerne, Chœur et Orchestre de Paris, Paavo Järvi. Virgin Classics, 2011
- Duetti. Philippe Jaroussky, Max Emanuel Cencic, Les Arts Florissants, William Christie, Virgin Classics, 2011
- Los pájaros perdidos. ConChristina Pluhar & L'Arpeggiata. Virgin Classics, 2012
- Leonardo Vinci : Artaserse. Con Max Emanuel Cenčić, Franco Fagioli, Daniel Behle, Valer Barna-Sabadus, Yuriy Mynenko, Concerto Köln & Diego Fasolis. 3CD Virgin Classics, 2012
- La Voix des rêves. 2CD, Virgin Classics, 2012
- Antonio Vivaldi: Pietà sacred works for alto, Jaroussky, Ensemble Artaserse, Philippe Jaroussky. Erato, 2014

### DVD
- Landi : Il Sant’Alessio . Avec Max Emanuel Cenčić, Alain Buet, Xavier Sabata, Les Arts Florissants & William Christie. Mise en scène de Benjamin Lazar. 2DVD Virgin Classics, 2008
- Claudio Monteverdi : L’Incoronazione di Poppea . Avec Max Emanuel Cenčić, Danielle de Niese, Anna Bonitatibus, Les Arts Florissants & William Christie. Mise en scène de Pier Luigi Pizzi, Teatro Real de Madrid, 2010. 2DVD Virgin Classics, 2012
- La Voix des rêves. Versions DVD & Blu-ray, Virgin Classics, 2012